# Krach boursier de 2020

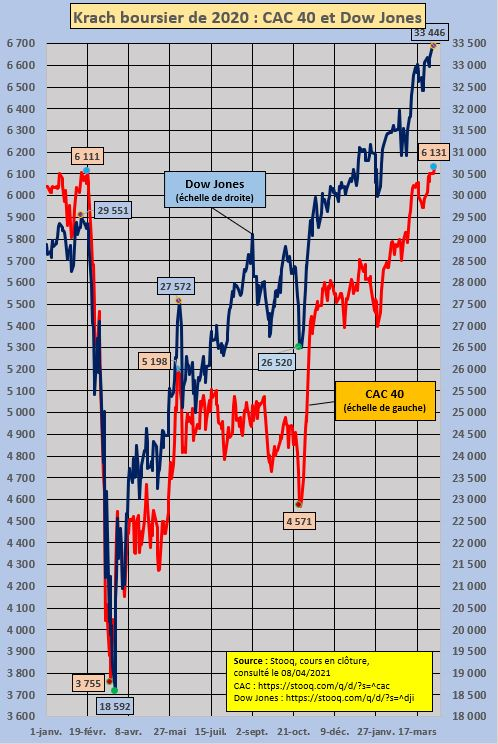
Évolution du Dow Jones et du CAC 40 de janvier 2020 à avril 2021.

Le krach boursier de 2020 est un krach boursier qui touche les économies mondiales en mars 2020. Il s'agit d'une crise liée à la pandémie de Covid-19 ainsi qu'au confinement sanitaire décrété dans un grand nombre de pays au printemps 2020. Elle est associée à des désaccords sur les prix du pétrole entre l'Organisation des pays exportateurs de pétrole (OPEP) et la Russie.
Ce krach accompagne la crise économique liée à la pandémie de Covid-19, avec des répercussions à long terme.

## Origines
La source principale du krach est un ralentissement général de l'activité économique, avec en toile de fond la crainte d'une grave récession et la baisse de la production chinoise,.
L'élément déclencheur est la pandémie de Covid-19 aux répercussions sur le tourisme, les compagnies aériennes et le commerce mondial. La mise en quarantaine de pays entiers, entraînant la baisse des productions, fait craindre une lourde crise économique,.
Le véritable tournant est un choc pétrolier engendré par des désaccords entre l'Organisation des pays exportateurs de pétrole (OPEP) et la Russie, déclenchant la baisse des cours pétroliers,.

## Principales dates

### Mercredi 19 février 2020
Les indices boursier, dont le CAC40 connaissent des niveaux record en ce 19 février. C'est le calme avant la tempête.

### Lundi 24 février 2020
Après deux journées de perte légère (jeudi : -0,8%, vendredi : -0,54% pour le cac40), c'est ce lundi que les bourses commencèrent à plonger. Le week-end d'avant (22-23 février 2020), le coronavirus se développe et sa croissance est exponentielle dans les pays d'Europe de l'Ouest. L'Italie confine la Lombardie, territoire le plus dynamique économiquement. Ce fait mit brutalement les bourses occidentales face à la réalité du coronavirus et le spectre de confinement

### Mardi 25 février à vendredi 6 mars
Les bourses continuent de chuter, avec une moyenne de baisse de -4% par jour. Les journées sont marquées par des chutes régulières de plus de 13%, les valeurs les plus martyrisées étant les banques (Société générale, BNP Paribas, Crédit agricole), l'hôtellerie (Accor), l'industrie aéronautique (Airbus, Air France) et l'automobile (Peugeot, Renault),.

### Lundi 9 mars 2020
La Bourse de Paris accuse sa pire chute sur une séance depuis 2008 (-8,39 %), sur fond d'effondrement des cours du pétrole après l'échec de négociations entre l'OPEP et la Russie, en pleine pandémie de Covid-19.
Le baril de Brent perd 20 % sur la séance du lundi 9 mars 2020 et même 45 % depuis le début de l'année (la plus lourde baisse depuis la guerre du Golfe en 1991).
Entre son pic de 6 111 points du 19 février et la clôture du lundi 9 mars 2020, à 4 708 points, le CAC 40 perd 23 %, ce qui efface les hausses de l'année 2019.
Les autres bourses mondiales ne sont pas épargnées par la chute. Le Dax de la Börse Frankfurt plonge de son côté de 8 % (pire séance depuis 2001) et le FTSE-100 à Londres dégringole également de 8 %.

### Jeudi 12 mars 2020
Un second krach a lieu. Le CAC 40 clôture alors avec des pertes de 12,28 % à 4 044 points. Il s'agit de sa pire séance depuis sa création en 1988. Ce 12 mars 2020, les rumeurs d'un confinement (décrété en France le 16 mars au soir) inquiétaient la bourse, elle ne fût pas non plus rassuré par les annonces de la BCE par Christine Lagarde, qui déçoit les marchés.

### Mardi 17 mars 2020
Le gendarme français des marchés financiers interdit la vente à découvert sur 92 titres, principalement sur les grandes banques et les assurances : « Tenant compte des baisses de cours significatives survenues ces derniers jours sur les marchés financiers, l'Autorité des marchés financiers a décidé de prendre une mesure d'urgence », a annoncé dans un communiqué le régulateur, « qui restreint notamment la vente à découvert sur les géants de la banque et l'assurance ».

### Lundi 23 mars 2020
À l'ouverture, la Bourse de Paris perd 4,7 % à 3 871 points avant de clore à -3,32 % à 3 914,31 points.

### Mardi 24 mars 2020
À cause des fermetures de frontières provoquées par la propagation du COVID-19, l'Association internationale du transport aérien, anticipe que les compagnies aériennes perdent 252 milliards de dollars américains de revenus en 2020.

### Mercredi 25 mars 2020
Le gouvernement du Canada adopte un plan d'aide économique de 82 milliards CA$.
Les sociétés qui exploitent le sable bitumineux de l'Alberta, au Canada, annoncent de sévères réductions d'effectifs et des diminutions d'investissement (par exemple, Suncor annonce réduire ses dépenses en capital de 1,5 milliard CA$).
Dans la nuit du mercredi 25 mars au jeudi 26 mars, le Sénat américain vote le plan d'aide de 2 000 milliards de dollars pour aider les particuliers américains et les entreprises face à la crise du coronavirus. Dans le détail, chaque Américain dont les revenus annuels sont inférieurs à 75 000 dollars (70 000 euros) va recevoir un chèque exceptionnel de 1 200 dollars, avec un montant additionnel de 500 dollars par enfant. De plus, plus de 350 milliards de dollars vont être utilisés pour des aider les petites entreprises américaines sous la forme de prêts ainsi que 62 milliards de dollars réservé aux entreprises du secteur aérien sous la forme de dons pour 30 milliards de dollars et sous la forme de prêt pour les 30 milliards restant.
Le vendredi 27 mars, la Chambre des représentants vote le plan.
En Allemagne, le Bundestag adopte un plan de relance exceptionnel de 1 100 milliards d'euros pour faire face à la crise.

### Vendredi 27 mars 2020
La Banque Centrale Indienne ou Reserve Bank of India (RBI) a abaissé son taux directeur de 5,15 % à 4,4 % pour faire face à la crise. Elle a également baissé le ratio de liquidités obligatoires des banques commerciales à 3 % au lieu de 4 % précédemment.
Pour la troisième fois en moins d'un mois, la Banque Centrale du Canada baisse son taux directeur de 0,75 % à 0,25 %. Il avait déjà été abaissé de 1,75 % à 1,25 % le 4 mars 2020 et de 1,25 % à 0,75 % le 13 mars 2020.
L'Espagne annonce interdire les licenciements pendant la pandémie.
La directrice générale du Fonds monétaire international Kristalina Gueorguieva annonce que l'économie mondiale entre officiellement en récession.
Après la clôture des marchés boursiers, la société OneWeb dépose le bilan. La société, réalisant un projet de constellation d'environ 600 satellites de télécommunications circulant sur une orbite basse pour fournir aux particuliers une connexion internet à haut débit dans les régions non desservies par des liaisons terrestres à partir de 2022, est fortement touchée par la crise liée à l'épidémie de COVID-19. En effet, SoftBank, son principal actionnaire, a réduit la voilure pour se recentrer sur des projets moins risqués. OneWeb, qui aurait pourtant été « proche d'un accord » et aurait eu besoin de plusieurs milliards de dollars supplémentaires pour terminer sa constellation de connectivité internet de 648 satellites en orbite terrestre basse d'ici 2021, se retrouve sans les moyens de continuer.

### Mardi 31 mars 2020
Le Dow Jones Industrial Average clôture en fin de séance au taux le plus bas depuis 1987 avec une chute de 23 % depuis le début de année.

### Mercredi 15 avril 2020
Le CAC 40 s'effondre en fin de séance à -3,76% à Paris. À Londres, le FTSE 100 chute 3,34%, à Francfort, le Dax s'écroule de 3,9% et à Milan, le FTSE MIB dégringole 4,78%.

### Lundi 20 avril 2020
Les prix des contrats à terme de pétrole brut américain West Texas Intermediate s'effondrent et deviennent négatifs à cause des coûts de stockage.

## Conséquences sur l’économie mondiale
Les mesures de restrictions et de confinement dans le monde affectent immédiatement les entreprises, dont les plus fragiles se retrouvent au bord de la faillite. Néanmoins, certains pays, comme la France mettent en place un effort public visant à réduire l'impact de cette crise sanitaire et préserver les emplois. La France s'était notamment fortement endettée pour permettre cette politique publique qui en résulte avec un déficit public de 9,2 % ainsi qu'une hausse de la dette publique de près de 12 points de PIB.